# Поґжибув
Поґжибув (пол. Pogrzybów) — село в Польщі, у гміні Рашкув Островського повіту Великопольського воєводства.
Населення — 331 особа (2011).

## Демографія
Демографічна структура станом на 31 березня 2011 року:
|          | Загалом | Допрацездатний вік | Працездатний вік | Постпрацездатний вік |
| -------- | ------- | ------------------ | ---------------- | -------------------- |
| Чоловіки | 164     | 41                 | 108              | 15                   |
| Жінки    | 167     | 27                 | 105              | 35                   |
| Разом    | 331     | 68                 | 213              | 50                   |